# Campanile del Duomo di Chieti
Il Campanile del Duomo è la torre campanaria della Cattedrale di San Giustino di Chieti, in Abruzzo.
Con i suoi 55 metri d'altezza, è il terzo campanile più alto della regione.

## Storia e descrizione

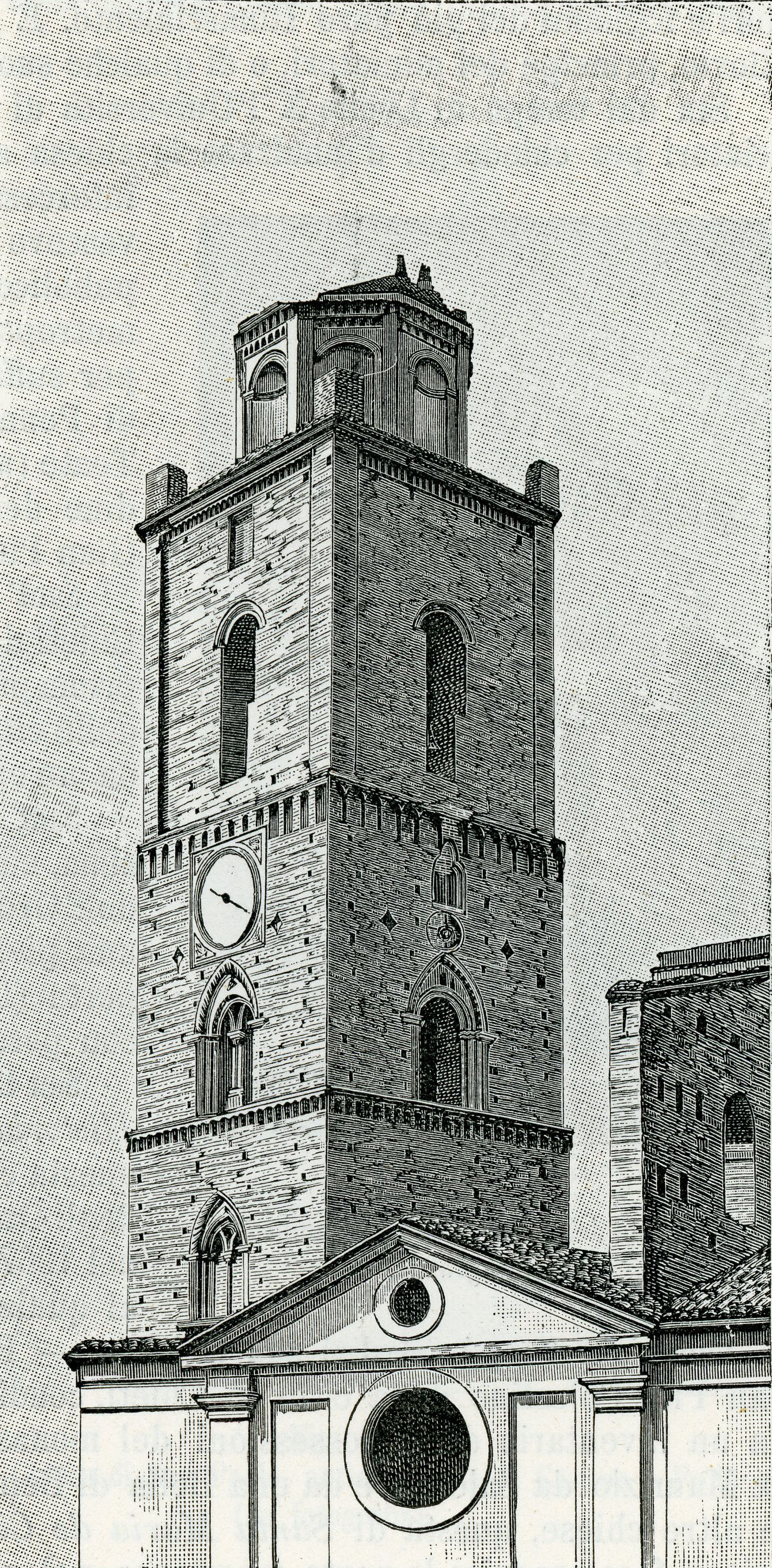
Il campanile in una stampa del 1898, senza la cuspide.

Il campanile attuale risale all'XI secolo per quanto concerne il settore della base in pietra. I due livelli successivi vennero realizzati nel 1335 da Bartolomeo di Giacomo come si legge nella lapide apposta con l'iscrizione dell'architetto che lo realizzò: BARTOLOMEO IACOBI. 
La cella campanaria e il coronamento, sono frutto di un intervento realizzato nel 1498 da Antonio da Lodi e scuola
Il terremoto della Maiella del 1706 provocò il crollo della cuspide, la quale rimase in quello stato per due secoli. Infatti venne ricostruita in stile dall'architetto Guido Cirilli sono negli anni 1930 per volere del Monsignor Giuseppe Venturi.
La base in pietra rimane assai semplice, mantre il secondo e il terzo livello sono decorati da elaborate bifore e cornicioni marcapiano ad archetti pensili. L'ultimo settore, accoglie la cella campanaria, e presenta sobrie paraste ed un elaborato cornicioni ad archetti ciechi. Il coronamento è costituito da quattro pinnacoli angolari che inquadrano un tamburo ottagonale a nicchie sormontato da cuspide poligonale. L'orologio era già presente su un portico crollato col terremoto del 1706, recuperato, venne posto sulla torre nel 1752.
La cattedrale è dotata di un concerto di 12 campane, cinque maggiori (Do3, Re3, Mi3, Fa3, Sol3) a mezzo slancio e due fisse (Re4, La4) per suonare l'ora; poste nel campanile grande. Il campanone e la quinta campana vennero realizzate da Ignazio Persichella rispettivamente nel 1752 e 1753. Le altre 5, inceppate alla veronese e piuttosto inutilizzate, sono poste sulla piccola torre campanaria posta sul fianco della facciata, all'angolo dell'ingresso della cattedrale.
Il campanile, a base quadrata, misura 9,20 metri di larghezza e un'altezza di circa 55 metri, che lo rende il quarto più alto d'Abruzzo dopo quello di Sant'Antonio di Lanciano (75 m), quello dell'Annunziata di Sulmona (65 m), e quello del Duomo di Atri (57 m).